# بونيتا بويد
بونيتا بويد (بالإنجليزية: Bonita Boyd) هي عازفة فلوت ‏ أمريكية، ولدت في 1 أغسطس 1949 في بيتسبرغ في الولايات المتحدة.